# Cadavrul viu (film din 1975)
Cadavrul viu este un film românesc de televiziune din 1975 regizat de Cornel Popa. Este o adaptare a piesei de teatru Cadavrul viu (în rusă Живой труп) scrisă de Lev Tolstoi, piesă care a fost ecranizată de mai multe ori. Adaptare pentru televiziune a fost realiază de Cornel Popa și Valentin Plătăreanu. Rolurile principale au fost interpretate de actorii Amza Pellea, Clody Bertola, Gina Patrichi, Draga Olteanu Matei, Tamara Crețulescu și Mariana Mihuț. Filmul este disponibil pe DVD, în seria Teatrul național de televiziune, Dramaturgie universală.
Spectacolul a fost produs de Casa de Producție TVR în colaborare cu Teatrul Național „Ion Luca Caragiale” din București.

## Distribuție
- Amza Pellea - Feodor Protasov (Fedea)
- Gina Patrichi - Elisaveta Protasova (Liza)
- Mariana Mihuț - Mașa, o țigancă
- Valentin Plătăreanu - Victor Carenin
- Clody Bertola - Ana Carenina
- Fory Etterle - Abrezoov
- Migri Avram Nicolau - Ana Pavlovna
- Tamara Crețulescu - Sașa
- Constantin Rauțchi - Ivan Petrovici
- Draga Olteanu Matei	- Nastasia Ivanovna
- Florin Scărlătescu -Petrușin
- Dinu Ianculescu - Procurorul
- Ion Henter - Artemiev
- Virgil Ogășanu - Petrușcov
- Calin Florian - Judecătorul
- Ion Ilie Ion - Ivan Macarovici
- Alfred Demetriu - Corotcov
- Cornel Elefterescu - Stahovici
- Ovidiu Schumacher - Muzicantul
- Luchian Botez - Doctorul
- Gheorghe Șimonca - Voznesenschi
- Ion Colomieț - Avocatul
- Ion Porsilă - Portarul
- Ion Igorov - Ospătarul
- Elena Lupașcu - Servitoarea
- George Ulmeni - Feciorul
- Mircea Septilici
- Vasile Florescu